# Quixabá
Quixabá är en kommun i Brasilien.   Den ligger i delstaten Paraíba, i den östra delen av landet, 1 500 km nordost om huvudstaden Brasília. Antalet invånare är 1 699. Arean är 117 kvadratkilometer.
Terrängen i Quixabá är platt åt nordväst, men åt sydost är den kuperad.
Omgivningarna runt Quixabá är huvudsakligen savann. Runt Quixabá är det ganska glesbefolkat, med 24 invånare per kvadratkilometer.